# 理想汽车
理想汽车（英語：Li Auto Inc.，NASDAQ：LI、港交所：2015），是一家汽车公司，首席执行官为创始人李想，总部设于北京市，在常州设有生产基地。该公司以生产配备增程式汽油发动机的电动汽车而闻名。
理想汽车的汽车制造、工程和设计服务位于江苏常州，公司总部和研发中心位于北京。

## 历史
2015年7月1日，李想创立理想汽车，公司总部位于北京市，並在江苏常州市設有生产基地。2018年10月18日，理想发布首款车型理想ONE，该款车于2019年11月20日开始量产，2019年12月开始交付用户。
2018年12月，理想汽车通过关联子公司收购力帆集团旗下重庆力帆汽车有限公司100%股权，使得理想汽车获得新能源汽车生产资质。2019年11月，理想ONE在江苏常州工厂量产，年产量10万辆。
2020年7月30日，理想在美国纳斯达克挂牌上市，是继蔚来汽车之后第二家登陆纳斯达克的中国新能源车企。
2021年5月，媒體報導理想汽车將接手位于北京顺义区，已停工兩年的北京现代汽车原第一工厂，该消息最终于2021年10月16日理想新厂开工时被证实。同年8月3日，理想汽车宣布启动香港公开发售计划及公司A类普通股于香港联交所主板上市计划，其股份代号为2015。
2022年6月21日，理想汽车发布旗下第二款车型理想L9。同年9月30日，理想汽车发布旗下第三款车型理想L8，同时公開了第四款车型理想L7。2023年2月，L7正式发布。
2023年4月18日，理想汽车在第二十届上海车展上，宣布将进入纯电汽车市场，并发布了800V纯电解决方案。同时，与電池供應商宁德时代签署全面战略协议，理想汽车首款纯电车型将成为首款搭载宁德时代4C麒麟电池的量产车型。

## 车型
增程式混合动力
- 理想L6（英语：Li L6）（2024年至今）：中型五座SUV
- 理想L7（英语：Li L7）（2023年至今）：中大型五座SUV
- 理想L8（2022年至今）：中大型六座SUV
- 理想L9（2022年至今）：大型六座SUV
- 理想ONE（2019-2022年）：中大型六座SUV

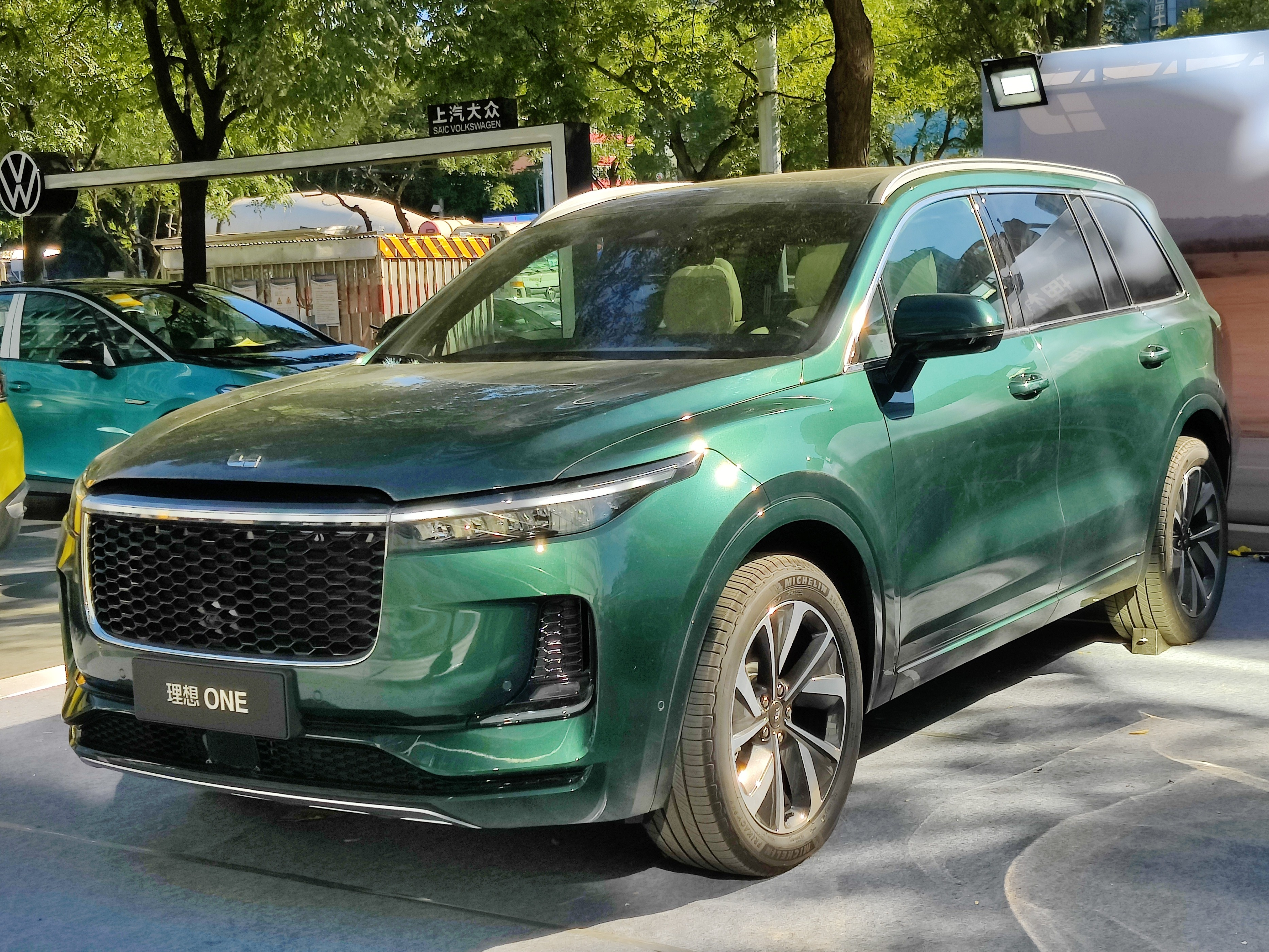
理想ONE
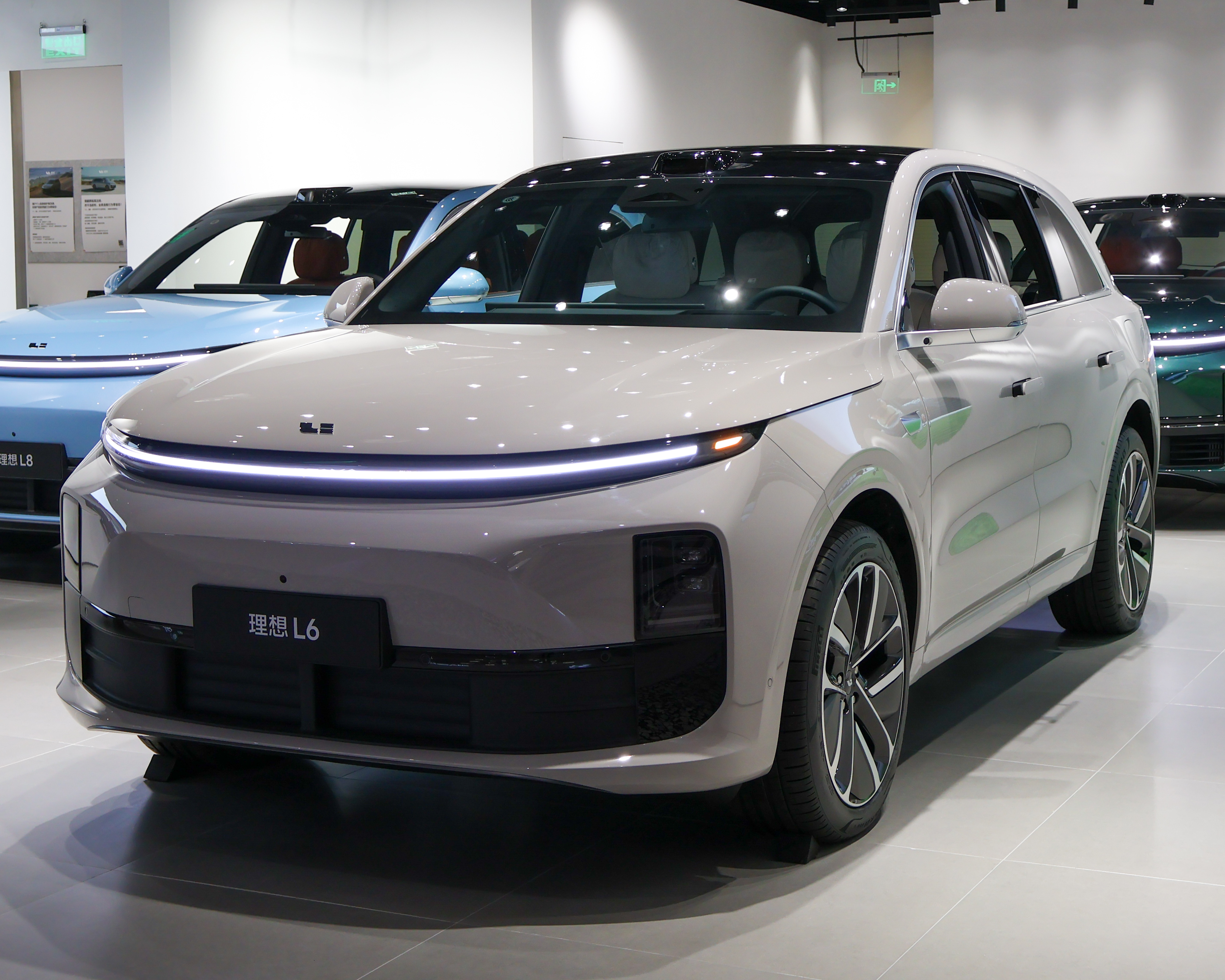
理想L6
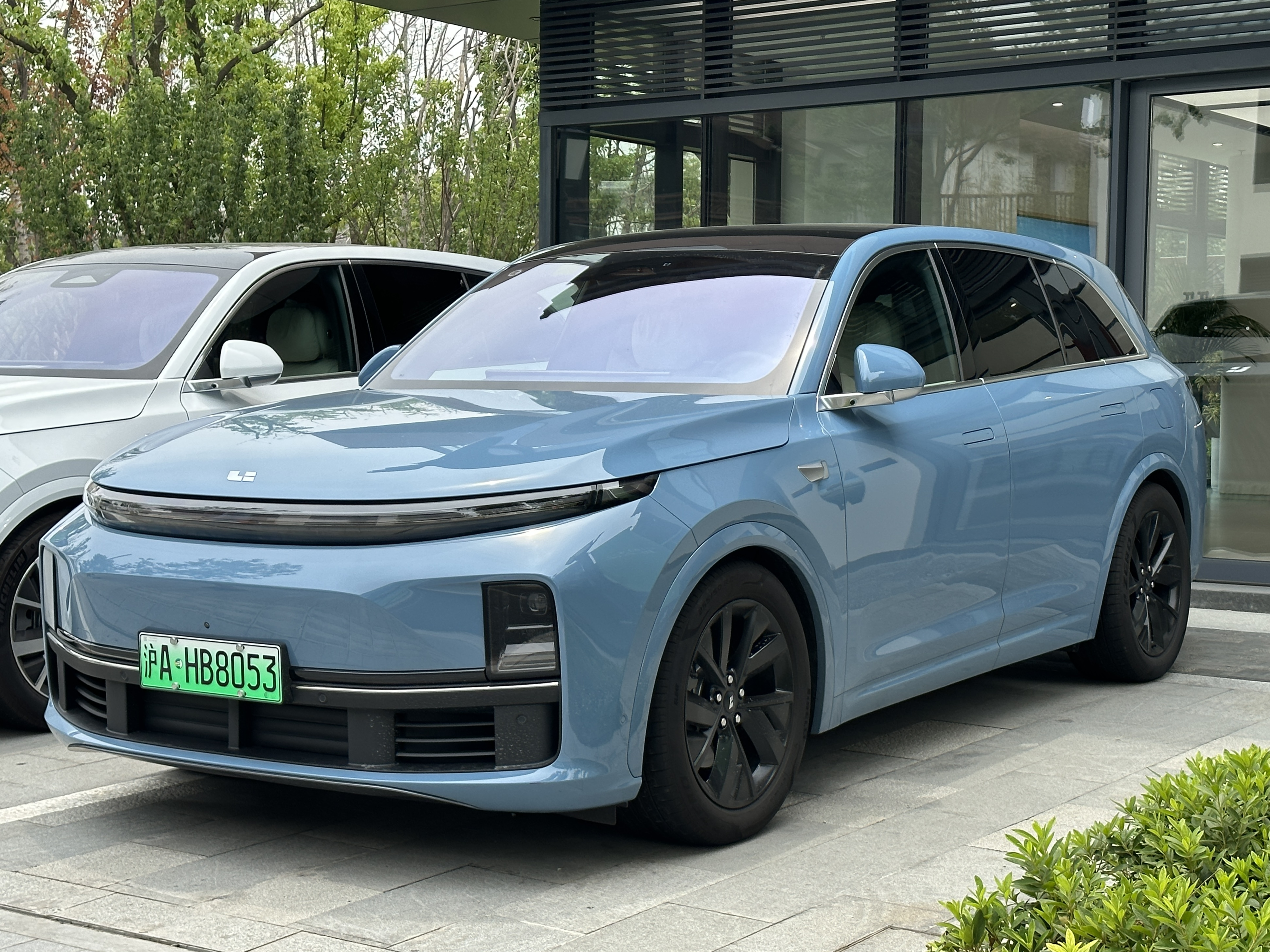
理想L7
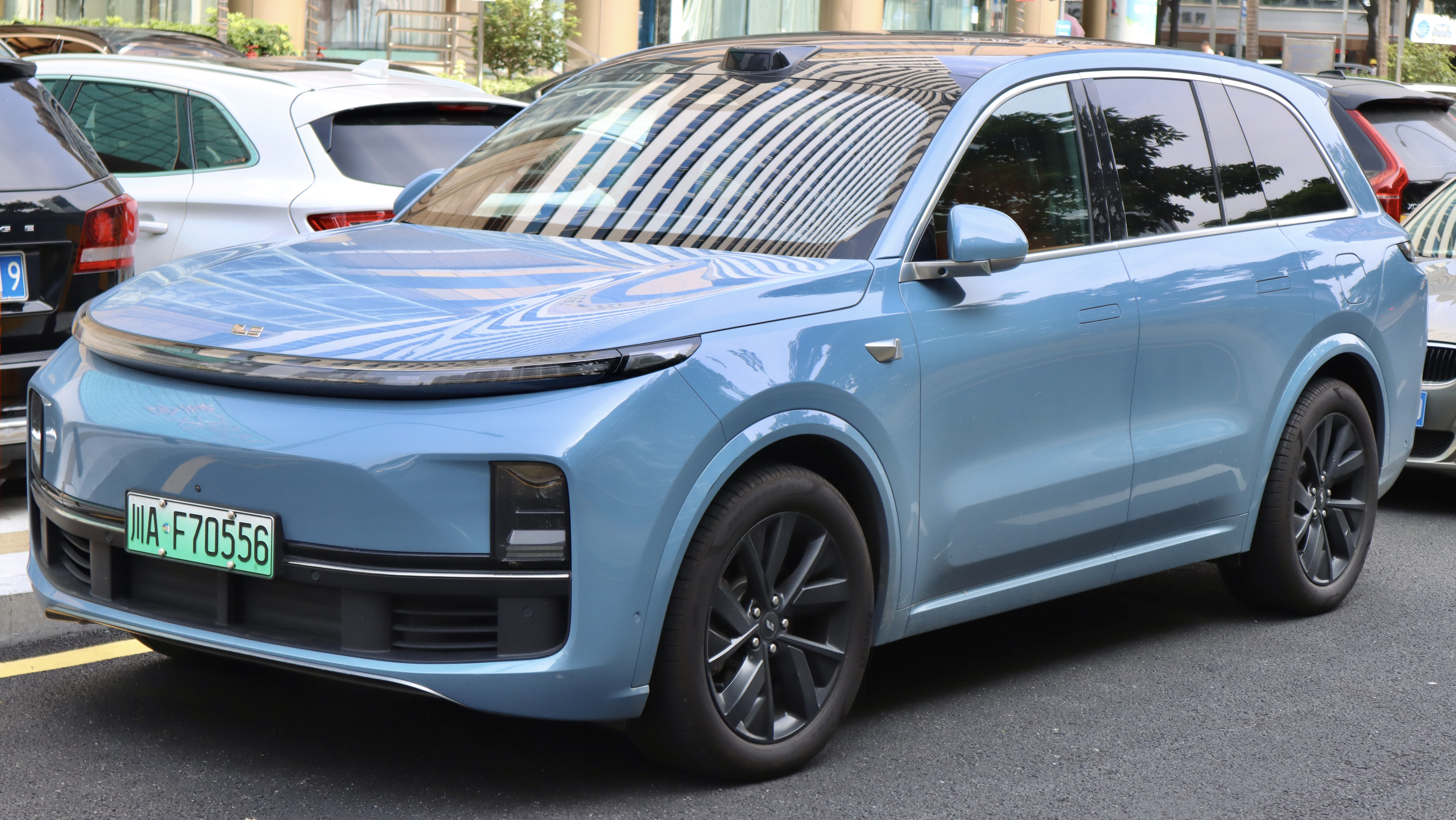
理想L8
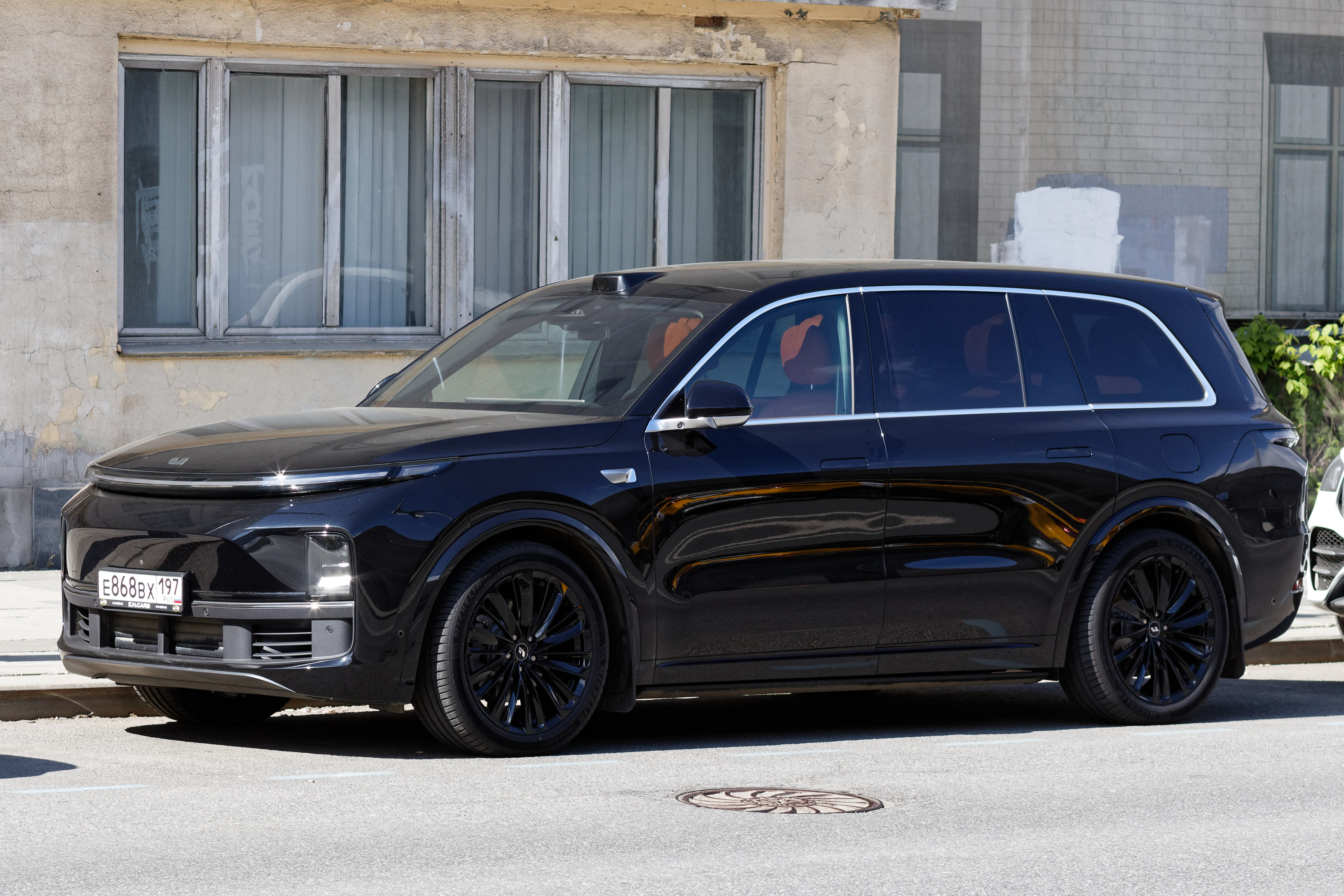
理想L9

纯电动
- 理想i8（2025年至今）：中大型六座SUV
- 理想MEGA（2023年至今）：大型MPV

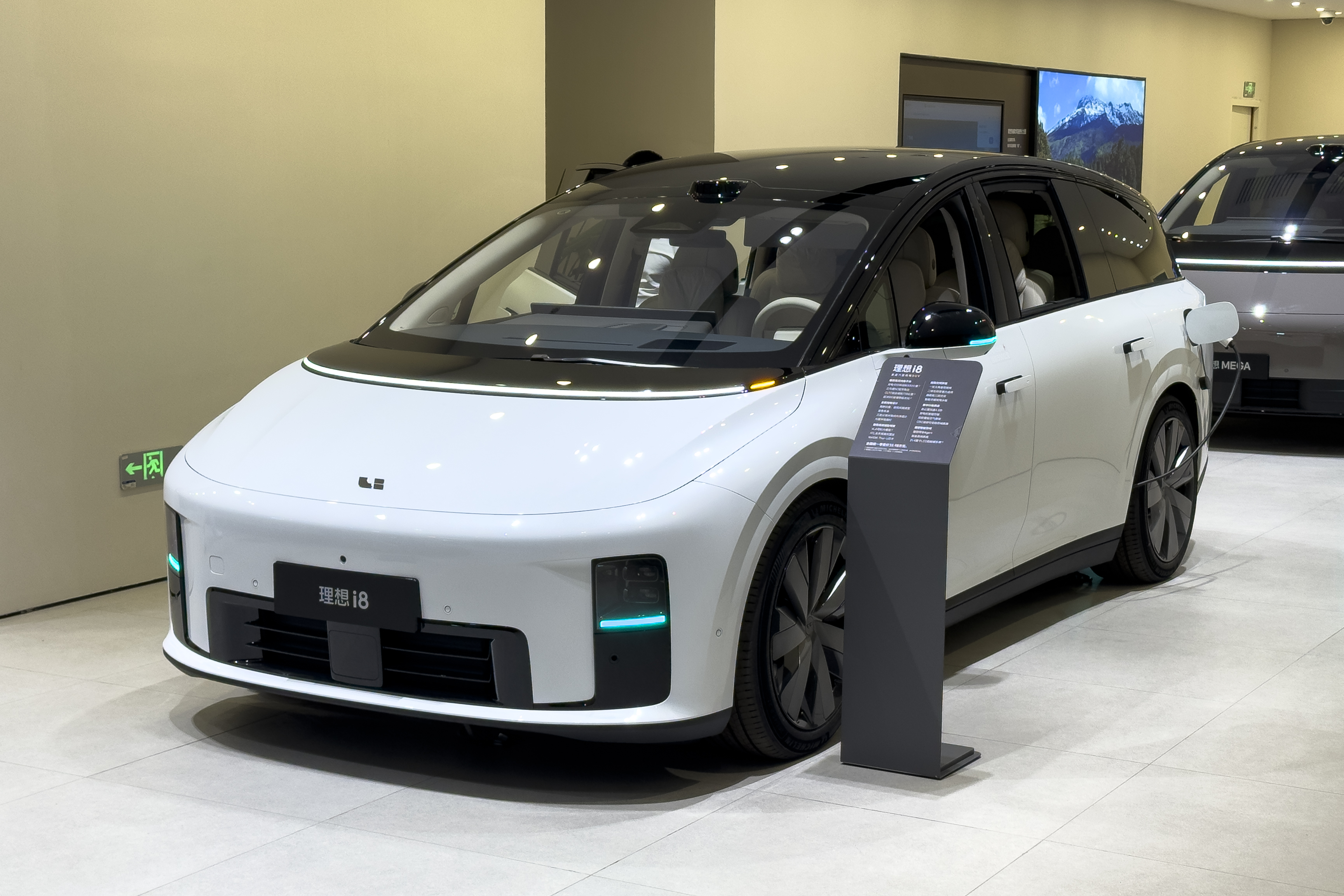
理想i8
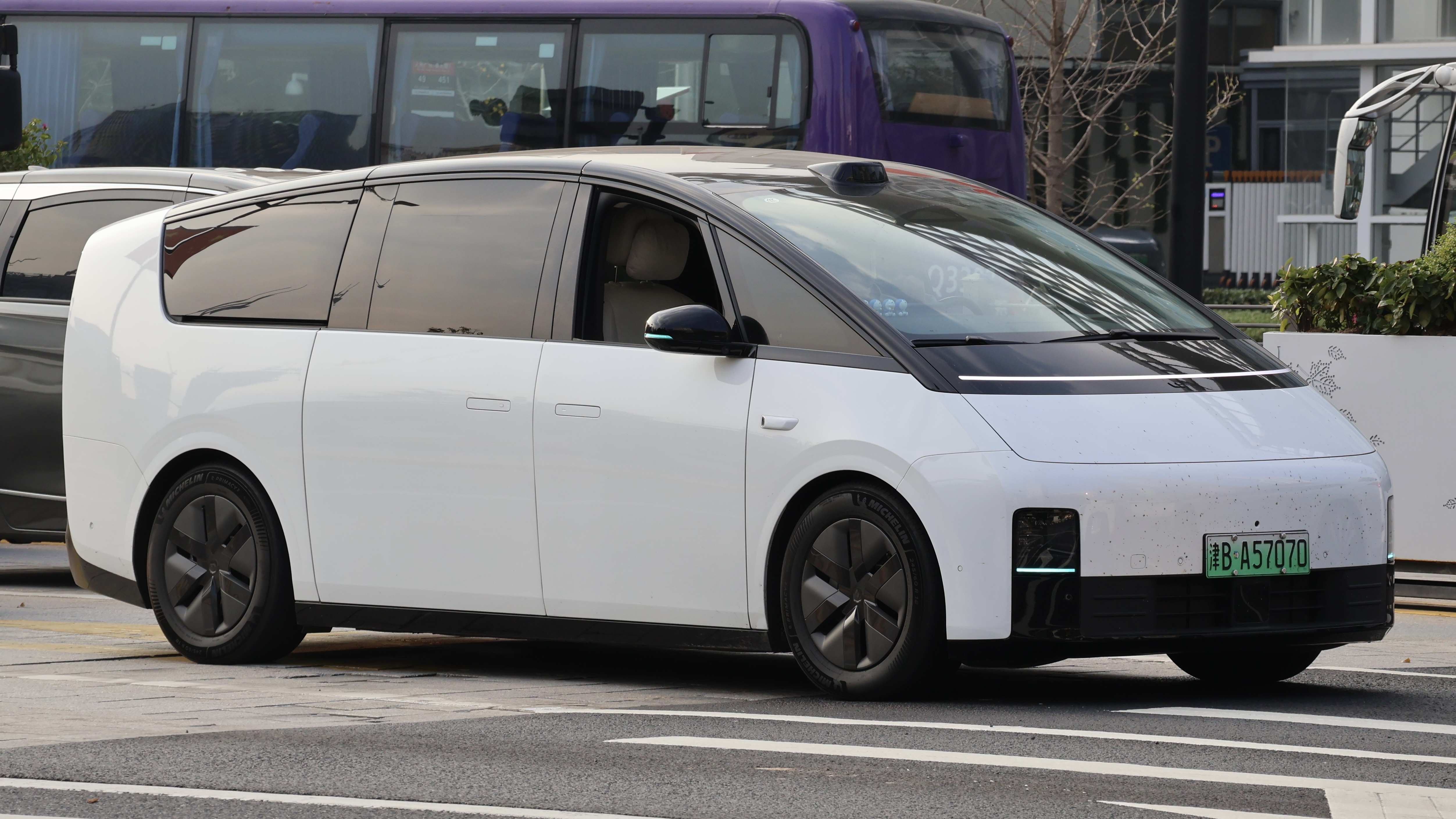
理想MEGA

## 总销量
| 年份 | 销量    |
| ---- | ------- |
| 2019 | 1,000   |
| 2020 | 33,457  |
| 2021 | 90,491  |
| 2022 | 133,246 |
| 2023 | 376,030 |
| 2024 | 500,508 |

## 争议事件

### 理想车内影像事件
2024年4月，网络上出现在理想车内拍摄的色情影像，疑似为理想车内摄像头拍摄，通过远程传输到理想服务器中，理想管理不当造成泄露，引发外界对于理想隐私保护的担忧。2024年4月15日，理想回应，理想车内摄像头拍摄的画面不上传云端，不记录声音，且理想公司不会远程调用车内摄像头查看车内情况。网传影像由他人经过其他摄像头拍摄，并非理想车内摄像头拍摄。理想一再声称，将用户隐私放在首位。